# Пасаж Феллерів

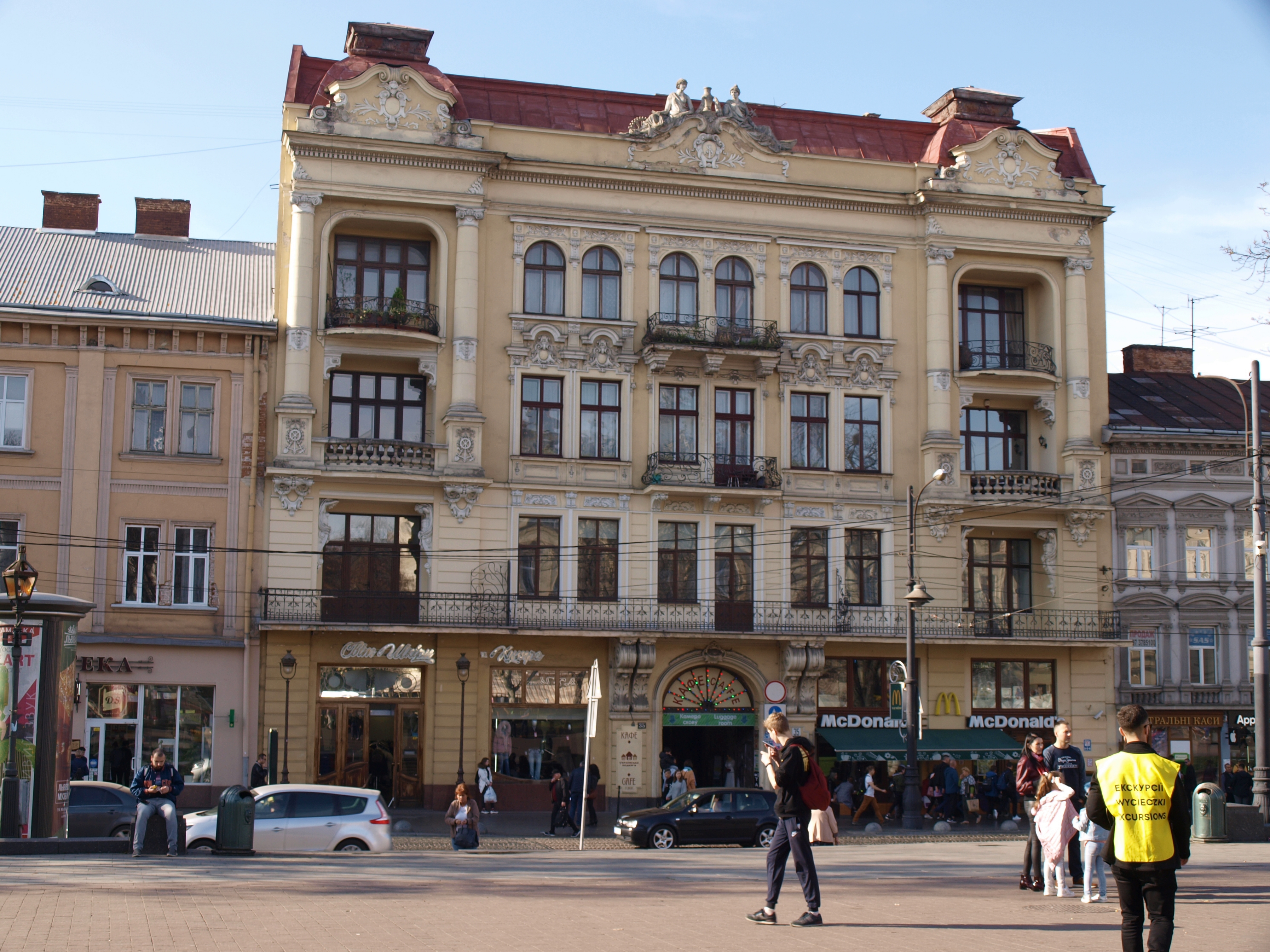

Пасаж Феллерів (тепер вулиця Кавова) — один зі шести львівських пасажів (пасаж Феллерів, пасаж Гаусмана, пасаж Миколяша, пасаж Андріоллі, пасаж Кляйна, пасаж Германнів).
Вхід до пасажу був з боку вулиці Кароля Людвика (нині — проспект Свободи, 35) та сполучав вулицю Кароля Людвика з вулицею Різницькою (нині — вулиця Наливайка. Крамниці в ньому розташовувалися на перших поверхах (партерах) житлових будинків.
У пасажі очікували клієнтів адвокати, кравці, лікарі, тут знаходилось склади сукна, текстильних товарів та транспортне бюро. Шимон Феллер, як і інші орендарі торгових партерів, мав тут крамницю паперових виробів та канцелярських товарів. А у невеликій друкарні пасажу видав у 1904—1906 роках відому серію поштівок, з видами Львова та інших міст Галичини.
У 1908—1909 роках пасаж перебудували під керівництвом архітектора Фердинанда Касслера. Відтоді він отримав нинішній вигляд — стилі модернізований ренесанс. Тоді ж з’являються кам’яні атланти і каріатіди в нішах вікон другого поверху та жіночі фігури на аттику — аллегорії комерції та транспорту. Автором скульптурного оздоблення, ймовірно, є скульптор Петро Війтович. На аттику в картуші читається монограма «SF» замовника будинку Шимона Феллера. Частину пасажу з боку вулиці Тиктора було зруйновано під час Другої світової війни. У 1970-х роках на цьому місці споруджена будівля котельні.